# Behind the High Wall
Pour plus de détails, voir Fiche technique et Distribution.
Behind the High Wall est un film américain réalisé par Abner Biberman et sorti en 1956.

## Synopsis
Des prisonniers s'évadent d'une prison, emmenant avec eux un gardien et un autre prisonnier en otage.

## Fiche technique
- Réalisation : Abner Biberman
- Scénario : Harold Jack Bloom, Richard K. Polimer, Wallace Sullivan
- Photographie : Maury Gertsman
- Musique : Henry Mancini, Frank Skinner
- Montage : Ted J. Kent
- Durée : 85 minutes
- Date de sortie: juillet 1956

## Distribution
- Tom Tully : Warden Carmichael
- Sylvia Sidney : Hilda Carmichael
- Betty Lynn : Anne MacGregor
- John Gavin : Johnny Hutchins
- Don Beddoe : Todd 'Mac' Macgregor
- John Larch : William Kiley
- Barney Phillips : Tom Renolds
- Ed Kemmer : Charlie Rains
- John Beradino : Carl Burkhardt
- Rayford Barnes : George Miller